# Biemna rhabdostyla
Biemna rhabdostyla är en svampdjursart som beskrevs av Uriz 1988. Biemna rhabdostyla ingår i släktet Biemna och familjen Desmacellidae. Inga underarter finns listade i Catalogue of Life.